# Lago Inferior (lago Constanza)
El lago Inferior  (en alemán: Untersee, lit. 'lago por debajo' o 'lago inferior') es un lago europeo situado entre Alemania —Baden-Württemberg— y Suiza —cantones de Thurgau y Schaffhausen—.  Convencionalmente, se considera parte de un lago mayor, el lago de Constanza, la parte más pequeña y oriental siendo la más extensa el lago Ober. Se encuentra a una altitud de 395,11 m s. n. m. y tiene un perímetro de 87 km y una superficie de 62 km², de ellos unos 47 km² alemanes y otros 13 km² suizos. Su profundidad máxima es de 45 m y la media de 13 m.
La frontera entre Alemania y Suiza discurre a través del lago. El lago tiene tres partes —Gnadensee, con el Markelfinger Winkel, en el noroeste; el lago Zeller en el oeste (las dos en Alemania) y Rheinsee, en el sur (en Alemania y Suiza— y su único emisario es el Alto Rin (Hochrhein), siendo sus principales afluentes el Seerhein, el canal que lo conecta con el lago Ober, y el Radolfzeller Aach.
A veces, se le llama en español «lago Untersee», en un caso claro de pseudotautopónimo por traducción.

## Denominación
Hay documentos de la época romana que citan el lago, y lo denominaban Lacus Acronius. Durante la Edad Media fue conocido como Lacus Bodamicus (o Bodensee), la denominación general para el lago de Constanza que prevaleció sobre Obersee. Con el tiempo, el lago Inferior recibió el nombre de Untersee, por lo que el actual lago de Constanza recibió el nombre de Obersee. 

## Geografía

### Localización
El Untersee se encuentra entre Alemania, a la que corresponde la parte septentrional —estado de Baden-Württemberg—, y Suiza, la parte meridional —cantones orientales de Thurgau y Schaffhausen—. A diferencia del Obersee, si hay una frontera establecida entre los dos estados ribereños en el Untersee, correspondiendo una parte mucho mayor a Alemania. Las comunidades vecinas de Baden son Öhningen, Gaienhofen, Moos, Radolfzell, Reichenau, Allensbach y Konstanz, orientales suizas de  Gottlieben, Ermatingen, Salenstein, Berlingen , Steckborn, Mammern, Eschenz y Stein am Rhein.
El paisaje de Untersee y sus alrededores está muy estructurado. En el lago hay algunas islas: Reichenau (4,28 km²;  altitud máxima de 438,7 m s. n. m.) y Werd (deshabitada, de aprox. 1,6 ha; 398 m s. n. m.). El puente del Rin de Stein am Rhein  marca el límite entre el Untersee o Rheinsee y el Alto Rin (Hochrhein). En el noreste se encuentra la península de Bodanrück (693,4 m s. n. m.), en el noroeste se encuentran las tierras bajas de Hegau con la península de Mettnau (aproximadamente 405 m s. n. m.), ambas en Alemania, y en el oeste se encuentra la peninsula de Höri con la cordillera principalmente alemana de Schiener Berg (715,6 m s. n. m.) y en el sur la cordillera suiza Seerücken (721 m s. n. m.). Los afluentes más importantes del Untersee son el Seerhein y el Radolfzeller Aach, la única salida es el Hochrhein.

### Datos
El Untersee tiene un tamaño de 62 km² y se encuentra a 395,11 m s. n. m., 22 cm más bajo que el Obersee de 472 km² (395,33 m). Tiene una profundidad máxima de 45 m y una profundidad media de 13 m. Su capacidad de agua es de 0,8 km³ y tiene un perímetro de 87 km.

### Partes del lago
El Untersee se divide en cuatro zonas lacustres que tienen sus propios nombres: el Gnadensee, en el noreste, el Markelfinger Winkel, en el norte, el Zeller See, en el noroeste (todos en Alemania) y el Rheinsee (en Alemania y en Suiza) en el este, sur y oeste suroeste:
- Gnadensee o lago de gracia: se extiende entre Allensbach a orillas del Bodanrück al norte y la isla de Reichenau al sur, desde la cima del Mettnau, al oeste, y Reichenaudamm, con su avenida de álamos al este.

Según la leyenda, el nombre de Gnadensee proviene de la época en que la jurisdicción dependía de la isla de Reichenau. Si un acusado era condenado a muerte, la ejecución de la sentencia no podía llevarse a cabo en la isla, sino sólo en el continente, ya que toda la isla era "tierra sagrada". Por ello el condenado era trasladado en barco a tierra firme en dirección a Allensbach, para que allí pudiera ejecutarse la sentencia. Si el abad todavía quería perdonar al condenado, tocaría una campana antes de que el condenado llegara a la otra orilla. Esto le indicaba al verdugo en el continente que el condenado había recibido misericordia. La leyenda anterior es una llamada leyenda de nombre. El nombre Gnadensee se puede explicar mejor con la madre María, la «mujer de la gracia» (Gnadenfrau), es decir, como una elipsis  de «Gnaden[frau]see», ya que la catedral del monasterio de Reichenau en Mittelzell en Gnadensee era una iglesia dedicada a Santa María. El topónimo Frauenfeld en la vecina Thurgau puede explicarse de manera similar.
- Bahía Hegner (Hegner Bucht): la parte más orienta separada de la cuenca de Ermatinger (Rheinsee) por la presa de Reichenauer.

- Markelfinger Winkel: es el extremo occidental del Gnadensee, entre Markelfingen en el noreste, Radolfzell en el noroeste y Mettnau en el suroeste.[6] Su límite sureste se encuentra entre Mettnauspitze y Bodanrück. Con una profundidad de agua máxima de 16 m, Markelfingen Winkel es la parte menos profunda del Untersee. La entrada es el Mühlbach, que drena el Mindelsee que se encuentra sobre el Bodanrück.
- lago Zeller (Zeller See): entre la península de Mettnau, al norte, la península de Höri, al sur, y la isla de Reichenau, al este. En el oeste está la desembocadura del Radolfzeller Aach.

- Rin del lago (Rheinsee): la parte del lago que limita al norte con la isla de Reichenau, al este con la parte sureste de Bodanrück, al sur con la costa suiza de Seerücken y al oeste con la costa sur de la península predominantemente alemana de Höri con el Schiener Berg. Sigue aproximadamente la demarcación entre Alemania y Suiza en Untersee. Por lo general, también se hace referencia a esta parte del lago cuando se habla del lago inferior en el sentido más estricto.[7] El término Rheinsee rara vez se usa en el lenguaje cotidiano y, por lo general, solo se encuentra en publicaciones especializadas.
- cuenca de Ermar: la zona más oriental,  separada de la bahía de Hegner en el norte por la presa de Reichenaue.

## Áreas protegidas

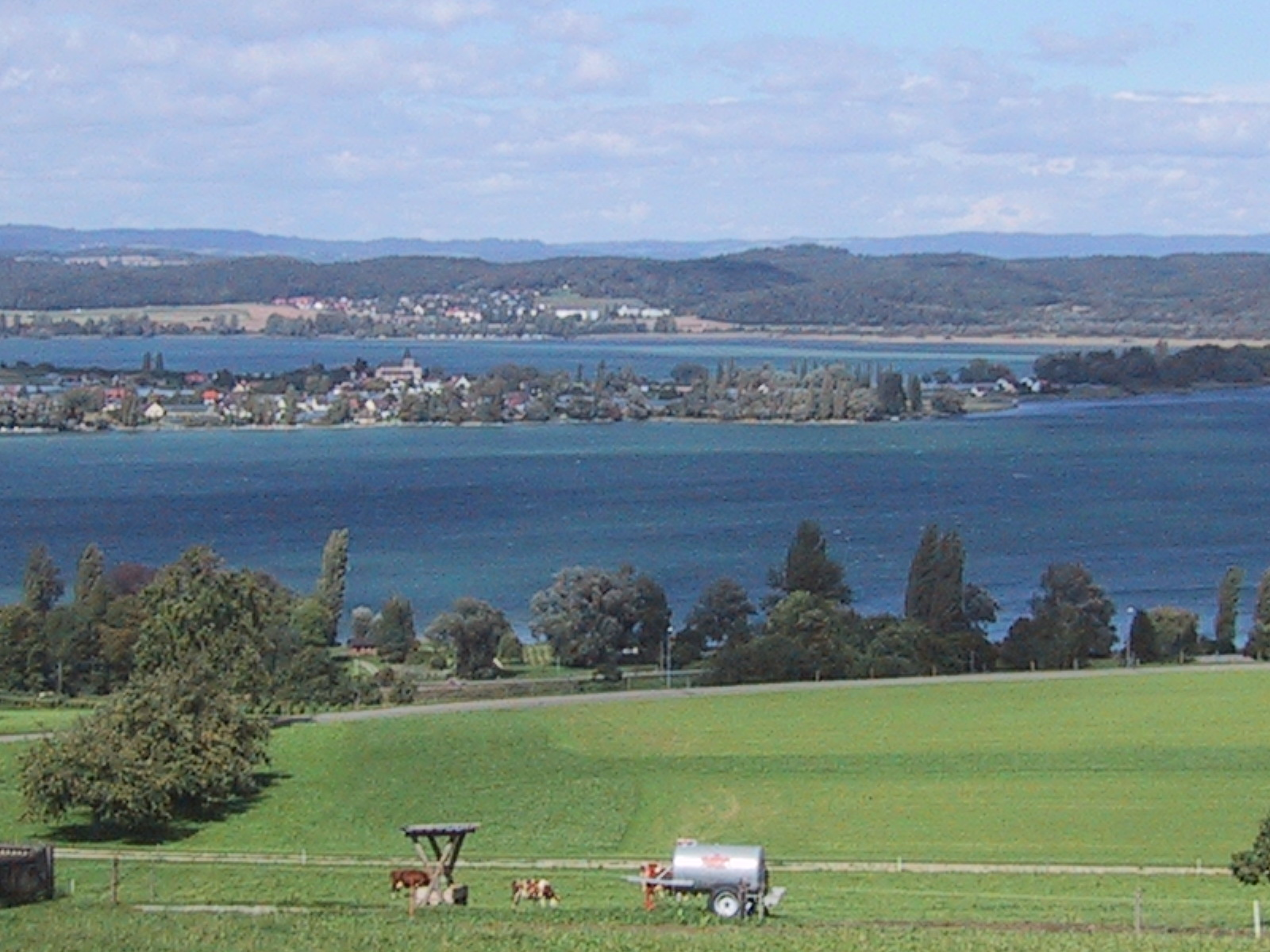
Vista desde el municipio de Salensteins en Seerücken (SUI) hasta la isla de Reichena (área protegida) con Allensbach (ALE) en la península de Bodanrück al fondo.

En el lado alemán, se han establecido las siguientes áreas protegidas, parcialmente contiguas:
- áreas de habitat de Fauna-Flora (FFH-Gebiete):
  - Mettnau und Radolfzeller Aach unterhalb Singen (8219-341);
  - Bodanrück und westl. Bodensee (8220-341);
  - Schiener Berg und westlicher Untersee (8319-341);
- reservas naturales (Naturschutzgebiete):
  - Wollmatinger Ried – Untersee – Gnadensee (3.004);
  - Halbinsel Mettnau (3.005);
  - Stehlwiesen (3.039);
  - Bodenseeufer (Gemarkung Öhningen) (3.058);
  - Radolfzeller Aachried (3.088);
  - Hornspitze auf der Höri (3.235);
  - Bodenseeufer (Gmk. Gaienhofen, Horn, Gundholzen) (3.582);
  - Bodenseeufer (Gmk. Wangen, Hemmenhofen) (3.583);
  - Bodenseeufer (Gmk. Iznang, Moos, Böhringen) (3.585);
  - Bodenseeufer (Gmk. Allensbach, Hegne, Reichenau) (3.586);
- áreas de protección del paisaje (Landschaftsschutzgebiete):
  - Orilla del lago de Constanza (Bodenseeufer) (3.35.003)
  - Isla Reichenau (Insel Reichenau) (3.35.005);
  - Schienerberg (3.35.006);
  - Bodanrück (3.35.009);
  - Wollmatinger Ried – Untersee – Gnadensee (3.35.012);
- santuarios de aves (Vogelschutzgebiete);
  - Untersee des Bodensees (8220-401).

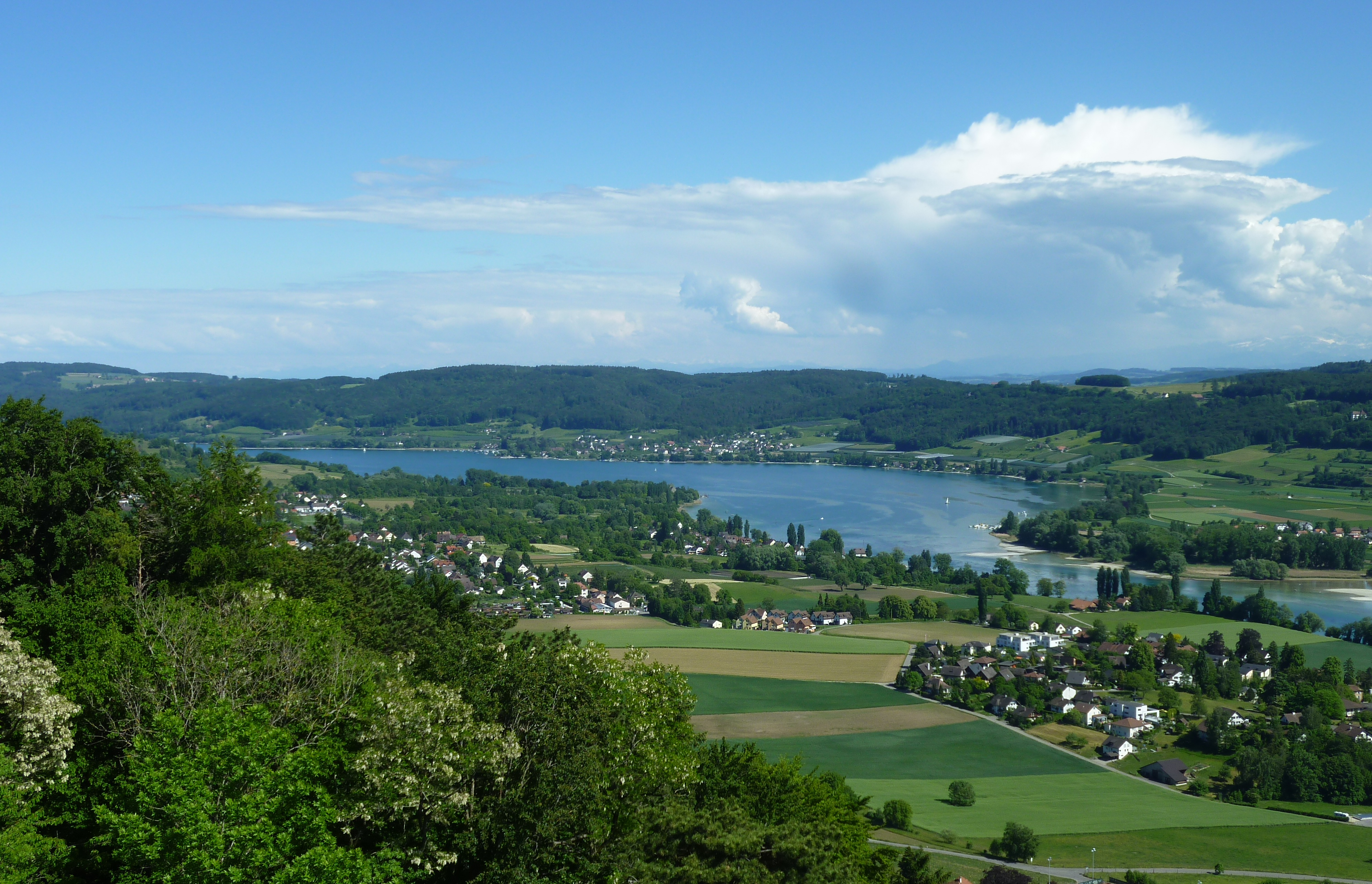
Vista desde el castillo de Hohenklingen al sureste hacia rl Untersee con Öhningen (ALE; izquierda), Stein am Rhein (SUI; abajo a la derecha), Eschenz (SUI; centro a la derecha) y Mammern (SUI; centro, más allá del lago); en el horizonte a la derecha en el nublado Säntis (Alpes de Appenzell)

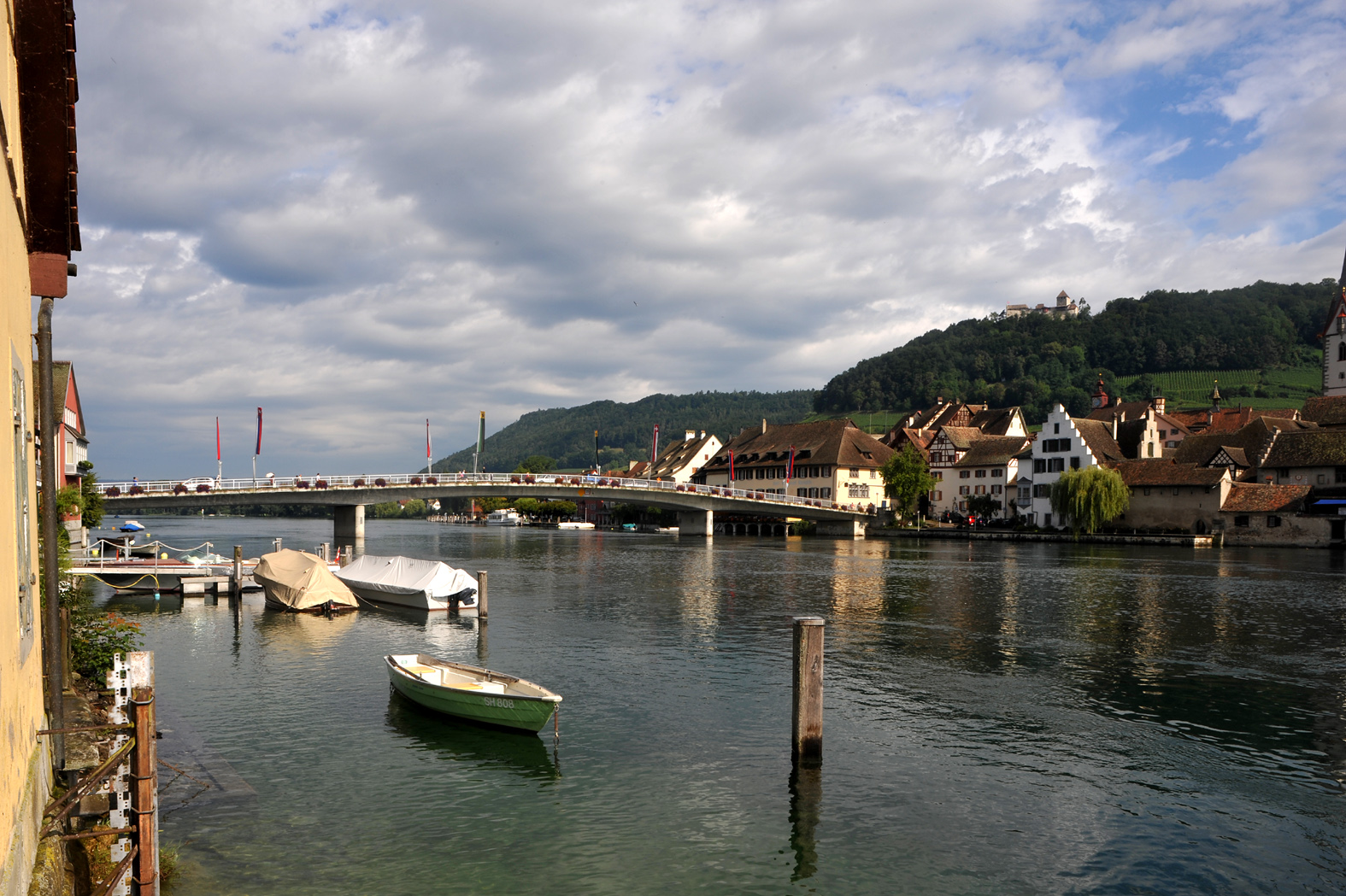
Extremo occidental del Untersee en la desembocadura del Alto Rin en el Rheinbrücke Stein am Rhein; mirando río abajo; a la derecha castillo de Hohenklingen en un espolón boscoso del Schiener Bergs

## Congelación del lago
En enero de 1940, el Untersee se congeló. Los refugiados y los militares pudieron cruzar el lago desde Alemania a Suiza. A trescientos metros de la costa suiza, se abrió un canal de aproximadamente cinco metros de ancho en el hielo desde Mammmern hasta Berlingen. En 1940, Otto Dix representó el lago después de una tormenta foehn en su pintura  Aufbrechendes Eis.
La última vez que se heló el Untersee fue en febrero de 1987.